# جولی اردن
جولی اردن (به انگلیسی: Julie Ordon) (زاده ۲۷ ژوئن ۱۹۸۴) مدل سوئیسی است.